# شتارة (أرحب)

تعديل مصدري - تعديل

شتارة هي إحدى قرى عزلة بني على بمديرية أرحب التابعة لمحافظة صنعاء، بلغ تعداد سكانها 148 نسمة حسب تعداد اليمن لعام 2004.